# Дальненское сельское поселение (Ростовская область)
Дальненское сельское поселение — муниципальное образование в Пролетарском районе Ростовской области.
Административный центр поселения — хутор Дальний.

## География
Дальненское сельское поселение располагается в северо-западной части Пролетарского района Ростовской области. Территория муниципального образования составляет 284 кв. км. На севере граничит с Семикаракорским и Мартыновским районами, на западе — с Веселовским районом, на востоке — с Мартыновским районом и Суховским сельским поселением, на юге — с Веселовским и Сальским районом. Центр поселения, хутор Дальний — находится в 220 км от областного центра города Ростов-на-Дону.
Почвы чернозёмные. Главная сельскохозяйственная культура — рис.

## История
Летом 1904 года первые 25 казачьих семей переехали на территорию нынешнего муниципального образования и основали здесь хутор Дальний. Своё название он получил потому, что был самым дальним в юрте станицы Кочетовской. Весной 1905 года казаками было распахано свыше 600 десятин земли.
В 1909 году казаки обратились в Донскую Епархию с просьбой о постройке в хуторе церкви, и собрали для этой цели 9000 рублей. Одновременно с ней строилась церковно-приходская школа.
Во время Второй мировой войны 360 человек ушли из хутора на фронт. 134 из них были убиты. После войны в хуторе организуется сельский совет.
В 1954 году здесь был организован совхоз.

## Административное устройство
В состав Дальненского сельского поселения входят:
- хутор Дальний;
- хутор Новомоисеевский;
- хутор Русский;
- хутор Хирный.

## Население
| 2010  | 2012  | 2013  | 2014  | 2015  | 2016  | 2017  |
| ----- | ----- | ----- | ----- | ----- | ----- | ----- |
| 1733  | ↘1723 | ↘1675 | ↘1622 | ↘1593 | ↘1588 | ↘1552 |
| 2018  | 2019  | 2020  | 2021  |       |       |       |
| ↘1518 | ↘1500 | ↘1484 | ↘1440 |       |       |       |